# Сент-Томас (Онтарио)
Сент-То́мас (англ. St. Thomas) — город в Юго-Западном Онтарио, Канада. Основан в 1810 году, получил права города 4 марта 1881 года. Город также является административным центром графства Элгин, хотя и не принадлежит графству. В 2011 году население города составляло 37 905 человек.

## История
Поселение на пересечении двух исторических путей появилось в 1810 году. В 1852 году оно получило статус деревни (англ. village), с 1861 года — таун (англ. town). В 1881 году Сент-Томас стал городом (англ. city). Город был назван в честь военного деятеля и политика Томаса Талбота, который содействовал развитию этого региона в начале XIX века.
Основатель поселка был капитан Даниэль Рапелж, потомок эмигрантов из Валлонии, в начале XVII века поселившихся в Нью-Амстердаме, в настоящее время Нью-Йорк.
В 1824 году Чарльз Данкомб и Джон Ролф под патронажем полковника Томаса Талбота учредили в Сент-Томасе первую медицинскую школу в Верхней Канаде. Ныне дом Данкомб является составной частью Военного музея Элгина.
В 1871 году деревня Миллерсберг, к востоку от железной дороги Лондон—Порт-Стэнли, слилась с Сент-Томасом.
В конце XIX века и в начале XX Сент-Томас стал важным железнодорожным узлом. В общей сложности 26 железных дорог прошли через город, первая из них была закончена в 1856 году. В 1950-х и 1960-х годов с упадком железнодорожного транспорта, в городе получили развитие другие отрасли, главным образом автопроизводство.

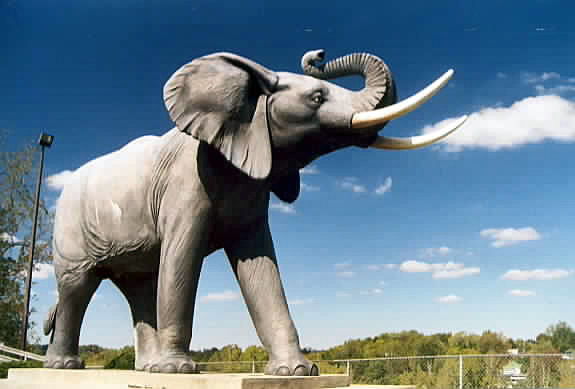
Статуя слона Джамбо в натуральную величину

15 сентября 1885 года в Сент-Томасе умер прославленный цирковой слон Джамбо, попав под локомотив после выступления. В 1985 году в городе открылась статуя слона в натуральную величину.

## Демография
По данным переписи 2011 года население Сент-Томаса составляло 37 905 человек, что на 5,6 % больше по сравнению с переписью 2006 года. Средний доход домохозяйства в 2006 году был 54 876 канадских долларов (CAD), что ниже среднего по Онтарио 60 455 CAD.
95,5 % населения составляют белые, 1,2 % аборигены и 3,3 % видимые меньшинства.
Религиозная принадлежность — 52,1 % жителей города протестанты, 21 % католики, 22,1 % без принадлежности и 4,8 % другие.

## Военные
С городом связана созданная в конце XX века воинская часть — 31-й сапёрный полк (31 Combat Engineer Regiment,The Elgins).

## Образование
В Сент-Томасе есть спутниковый университетский городок Фэншоу колледжа из Лондона (Онтарио) и кампус Университета Алгомы, который предлагает двухлетнее обучение по программам бакалавра искусств, после чего студенты переводятся в главный университетский городок в Су-Сент-Мари.
Католические школы находятся под контролем совета католического школьного округа Лондона, государственные школы находятся под контролем совета школьного округа Темз-Вэлли. Есть две независимые христианские начальные школы.

## Экономика
В местной экономике доминирует автомобилестроение. В городе действовали два завода Magna International, предприятие компании Ford Motor Company of Canada в соседнем Талботвилле и завод Sterling trucks. Тем не менее глобальный экономический спад привёл к закрытию заводов Sterling в марте 2009 года и Ford в конце 2011 года. Это повлияло и на других производителей, поставщиков автокомпонентов, таких как Lear Corporation и A. Schulman.
В то же время на экономике города положительно сказалась консолидация Masco Corporation своих канадских операций на базе бывшего сборочного завода Sterling в 2010 году и расширение в том же году производства компании Takumi Stamping Canada’s, поставщика Toyota, что принесло Сент-Томасу более 500 новых рабочих мест.

## Транспорт
Через Сент-Томас проходят автодороги Ontario Highway 3 и Ontario Highway 4, последняя из которых связывает город с Лондоном, а также Онтарио Хайвей 401 и Ontario Highway 402.
Город обслуживается муниципальным аэропортом St. Thomas Municipal Airport (YQS), который не обслуживает регулярных рейсов и используется только для авиации общего назначения. В аэропорту Сент-Томаса раз в два года проводится воздушное шоу.
В городе действует муниципальная транспортная компания St. Thomas Transit Services, которая совершает автобусные рейсы по четырём регулярным маршрутам, а также осуществляет перевозки инвалидов специальным транспортом.

## СМИ
В Сент-Томасе базируется несколько СМИ.
- Ежедневная городская газета St. Thomas Times-Journal, принадлежащая Postmedia Network (Торонто).
- Еженедельная газета St. Thomas — Elgin Weekly News, бесплатно распространяющаяся в городе Сент-Томас и графстве Элгин.
- Еженедельное рекламное издание Elgin County Market, которое также распространяется бесплатно для всех жителей Сент-Томаса и графства Элгин.
- Телеканал местного сообщества Rogers Cable, сотрудниками которого состоят в основном из местных волонтёров. Кроме того, телеканал CTV Two London регулярно транслирует новостей из Сент-Томаса.
- Местная коммерческая радиостанция CKZM-FM (94,1 FM), принадлежащая My Broadcasting Corporation, была запущен 20 мая 2011 года. Также работают маломощная FM-радиостанции VF8016 (90,1 МГц), передающая религиозные передачи баптистской церкви Сент-Томаса, и CFHK-FM (бренд 103,1 Fresh FM, которая хоть и базируется в Сент-Томасе, управляется из Лондона и транслируется на весь юго-запад провинции Онтарио.

## Спорт
Существует автодром St. Thomas Raceway Park, который используется как профессиональными пилотами National Hot Rod Association, так и местными гонщиками-любителями.

## Достопримечательности
Два больших парка, военный и железнодорожный музеи, зал славы Северо-Американских железных дорог, проводящееся раз в два года крупное авиашоу, большой памятник слону Джамбо, театр.

## Известные уроженцы
- Кори Эммертон (1988 г.р.) — канадский хоккеист, выступавший в НХЛ за «Детройт Ред Уингз» (2010—2014) и в КХЛ за «Сочи» (2014—2015).
- Рэйчел Макадамс (1978 г.р.) — канадская киноактриса.
- Джон Вайс (1932—2013, Лондон, Онтарио, Канада) — канадский политик, член Палаты общин Канады от Элгина (1972—1988), министр сельского хозяйства (1979—1980, 1984—1988).
- Хелен Шейвер (1951 г.р.) — канадская актриса, режиссёр и кинопродюсер.
- Джозеф Эрик Торнтон (1979 г.р.) — канадский хоккеист, звезда НХЛ, олимпийский чемпион 2010 года в составе национальной сборной Канады.